# Condado de Wadowice
Condado de Wadowice (polaco: powiat wadowicki) é um powiat (condado) da Polónia, na voivodia da Pequena Polónia. A sede do condado é a cidade de Wadowice. Estende-se por uma área de 645,74 km², com 154 012 habitantes, segundo o censo de 2005, com uma densidade de 238,5 hab/km².

## Divisões admistrativas
O condado possui:
Comunas urbana-rurais: Andrychów, Kalwaria Zebrzydowska, Wadowice
Comunas rurais: Brzeźnica, Lanckorona, Mucharz, Spytkowice, Stryszów, Tomice, Wieprz
Cidades: Andrychów, Kalwaria Zebrzydowska, Wadowice

## Demografia
População (dados de 30 de Junho de 2005):
|          | Total   | Total | Mulheres | Mulheres | Homens  | Homens |
| -------- | ------- | ----- | -------- | -------- | ------- | ------ |
|          | pessoas | %     | pessoas  | %        | pessoas | %      |
| Total    | 154 012 | 100   | 78 593   | 51       | 75 419  | 49     |
| Cidades  | 45 600  | 100   | 23 869   | 52,3     | 21 731  | 47,7   |
| Povoados | 108 412 | 100   | 54 724   | 50,5     | 53 688  | 49,5   |